# Pietravairano
Pietravairano är en ort och kommun i provinsen Caserta i regionen Kampanien i Italien. Kommunen hade 2 965 invånare (2017).